# Roland Gunst
Roland Gunst (1977, Congo) is een Belgisch-Congolese film- en theatermaker en beeldend kunstenaar. Hij staat ook bekend onder de naam van z'n alter ego John K Cobra, zijn "blanke identieke tweeling".

## Biografie
Tot zijn twaalfde woonde Gunst met z'n Vlaamse vader en Congolese moeder in Boma, een havenstad in Congo. Hij speelde daar zowel met Congolezen als met Belgen. Nadat ze verhuisden naar België en in Nieuwpoort gingen wonen, werd de situatie anders, verklaarde hij in een interview: "Hier bleek ik te zwart om Vlaming te zijn. ... Dat was zo traumatiserend. ... In België begon ik te experimenteren met homevideo's. Ik vermengde fictie met non-fictie. Het was een uitlaatklep voor mijn frustraties."
Gunst is een conceptuele kunstenaar en werkt met verschillende kunstvormen. Naargelang de vereisten van een onderwerp werkt hij met installaties, performances, objecten, film, mixed media, fotografie of theater. Hij werkt ook met symbolische materialen zoals mensenhaar, koper, rubber en hout, die verwijzen naar een koloniaal verleden.
In 2007 vertoonde hij z'n korte documentaire "N-ID The Stigma of the Negro-Identity" op het Africa Film Festival in Brussel. In 2010 volgde "Necro Negro", een performance video die vertoond werd op Canvas. Het jaar daarna maakte hij een tweede korte documentaire, "Colour Bar", die oa. vertoond werd op Canvas en het Afropean festival in Bozar. Datzelfde jaar maakte hij de performance "VELLER", voor de Gentse Art Cinema OFFoff. In 2013 werd zijn video-installatie "Black Beast VARIATION I" vertoond in het Koninklijk Museum voor Midden-Afrika.
Zijn alter ego John K Cobra dook voor het eerst op in 2013, in een lecture/performance in het Dossin museum in Mechelen en tijdens een installatie/performance in Bozar. Deze figuur staat symbool voor "de ziekelijke vorm van integratie waarop een hopeloze aspirant-Vlaming zich beroept om zijn grootste wens en droom te realiseren: Vlaming worden. ... Dit doet hij met behulp van extreme middelen, zoals bijvoorbeeld een blank latex-masker dragen." Zijn vader was betrokken bij de productie van latex uit de Heveaboom-plantaties in Congo, een exploitatie die begon onder Leopold II. Daarom koos Gunst voor dat materiaal voor de transformatie van zijn alter ego. Hij werkte gedurende verschillende jaren aan zijn Project LION, waarbij hij Vlaamse symbolen "re-approprieerde". Phase 1 liep van 2011 tot 2013 en ging over "extreme assimilation". Phase 2 begon in 2014 en hier probeerde hij "de wapens van het blanke nationalisme te transformeren en een Afropeaanse community te stichten in Vlaanderen". In Phase 3, ACT 1 creëerde hij een ritueel "waarbij Lady Flandria, een allegorie van de Vlaamse identiteit, een hybride Afro-Europees creatuur werd ..." ACT II was een analyse van het Belgische coloniale verleden en ACT III "de strijd voor de bevrijding van het Vlaamse volk van de witte nationalistische identiteit en het Vlaamse integratie/assimilatie-monster". Dat concept werd uiteengezet in verschillende lecture/workshops, performances en installaties.
Op het Afropolitan festival 2017 in Bozar vertoonde Gunst z'n video-installatie "Black Beast VARIATION II" en gaf hij de lecture/performance "The Reign of Afropeanism", die hij maakte met Sibo Kanobana. De lezing bestond uit twee delen over "de twee golven van Afropeanisme: de eerste golf (1500-2017) is de verspreiding van het Afropeanisme, de tweede (2017- ...) is de oprichting van het eerste Afropeaanse koninkrijk. Het is de bedoeling een beeld te schetsen van de Afrikaanse aanwezigheid in Europa in het verleden, het heden en de toekomst. Daarbij gebruiken ze werkelijkheid en fictie en zo proberen ze het publiek de geschiedenis en de toekomst op een nieuwe manier te laten bekijken". In 2018 gaven ze de lecture/performance "The Reign of Afropeanism 2.0" in 30CC in Leuven, Mu.ZEE in Oostende en Kaaitheater in Brussel.
In 2017 gaf het VAF € 7.500 subsidie aan Gunst om aan het scenario te werken van zijn film "Tropical Bungalow".
In 2019 maakte Gunst z'n eerste theatervoorstelling: "Flandria". Deze opera/performance vertrekt bij Hendrik Consciences roman "De Leeuw van Vlaanderen" en Gunst's verbazing dat er een Afrikaans dier op het wapenschild van Vlaanderen prijkt. In een interview met Matthias Velle verklaarde hij: "Conscience gebruikte voor dat boek het glorierijke verleden van het middeleeuwse Vlaanderen om er een hoopgevende funderingsmythe mee te construeren voor het Vlaanderen van de toekomst. ... Vooral het plichtsbesef van Conscience om de Vlamingen een nieuw zelfbewustzijn te geven en hen een volwaardige plaats in de Belgische samenleving van de negentiende eeuw te laten opeisen sprak me aan. ... Ik beschouw het als mijn taak om nieuwe mythes te construeren vertrekkend van de culturele traditie en op die manier mijn stempel te drukken op wat tegenwoordig begrepen wordt onder een echte Vlaming zijn." Gunst speelde in dit stuk de eerste Afropese koning, Koning Lion I, waarmee hij verwees naar zijn "LION"-project en "The Reign of Afropeanism". De Gentse sopraan Emma Posman vertolkte Flandria, de patroonheilige van Vlaanderen. De muziek is van het Kugoni Trio en Benjamien Lycke. Met "Flandria" beoogde Gunst een "overgangsritueel naar een 'Afropese' samenleving, waarin een dubbele culturele achtergrond als een verrijking wordt beschouwd." Deze co-productie met Muziektheater LOD werd opgevoerd in deSingel in Antwerpen, Théâtre Molière in Ixelles, De Grote Post in Oostende en De Vooruit in Gent.